# Liste des dirigeants de la Grande Loge de France
Les dirigeants de la Grande Loge de France portent depuis la création de l'obédience en 1894, le titre de « 
Grand-maître ».

## XIXesiècle
- Étienne Guillemaud, 1894-1895
- Gabriel  Adolphe Magnien, 1895-1898
- Henri Michel, 1898-1900

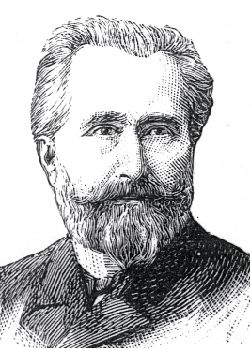
Gabriel Adolphe Magnien
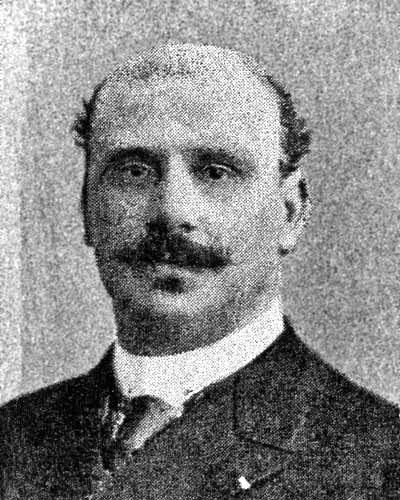
Henri Michel

## XXesiècle
- François Bonnardot, 1900-1903
- Gustave Mesureur (1er mandat), 1903-1910
- Paul Peigné (1er mandat),1910-1911
- Gustave Mesureur (2e mandat), 1911-1913
- Paul Peigné (2e mandat),1913-1918
- Gustave Desmons, 1918-1919
- Bernard Wellhoff, 1919-1922
- Maurice Monier (1er mandat), 1922-1924
- Gustave Mesureur (3e mandat), 1924-1925
- Maurice Monier (2e mandat), 1925-1928
- Lucien Le Foyer, 1928-1930
- Maurice Monier (3e mandat), 1930-1931
- Jacques Maréchal, 1931-1933
- Louis Doignon (1er mandat), 1933-1934
- Michel Dumesnil de Gramont (1er mandat), 1934-1935
- Louis Doignon (2e mandat), 1935-1938
- Michel Dumesnil de Gramont (2e mandat), 1938-1948
- Georges Chadirat, 1948-1950
- Michel Dumesnil de Gramont (3e mandat), 1950-1952
- Louis Doignon (3e mandat), 1952-1955
- Antonio Coen, 1955-1956
- Richard Dupuy (1er mandat), 1956-1957
- Georges Hazan, 1957-1958
- Richard Dupuy (2e mandat), 1958-1961
- Louis Doignon (4e mandat), 1961-1963
- Richard Dupuy (3e mandat), 1963-1965
- Raymond Lemaire, 1965-1966
- Richard Dupuy (4e mandat), 1966-1969
- Pierre Simon, 1969-1971
- Richard Dupuy (5e mandat), 1971-1973
- Pierre Simon (2e mandat), 1973-1975
- Richard Dupuy (6e mandat), 1975-1977
- Georges Marcou, 1977-1978
- Michel de Just, 1978-1981
- Georges Marcou, 1981-1983
- Henri Tort-Nouguès, 1983-1985
- Jean Verdun, 1985-1988
- Guy Piau, 1989-1990
- Michel Barat, 1990-1993
- Jean-Louis Mandinaud, 1993-1995
- Jean-Claude Bousquet, 1995-1996
- Georges Komar, 1996-1998

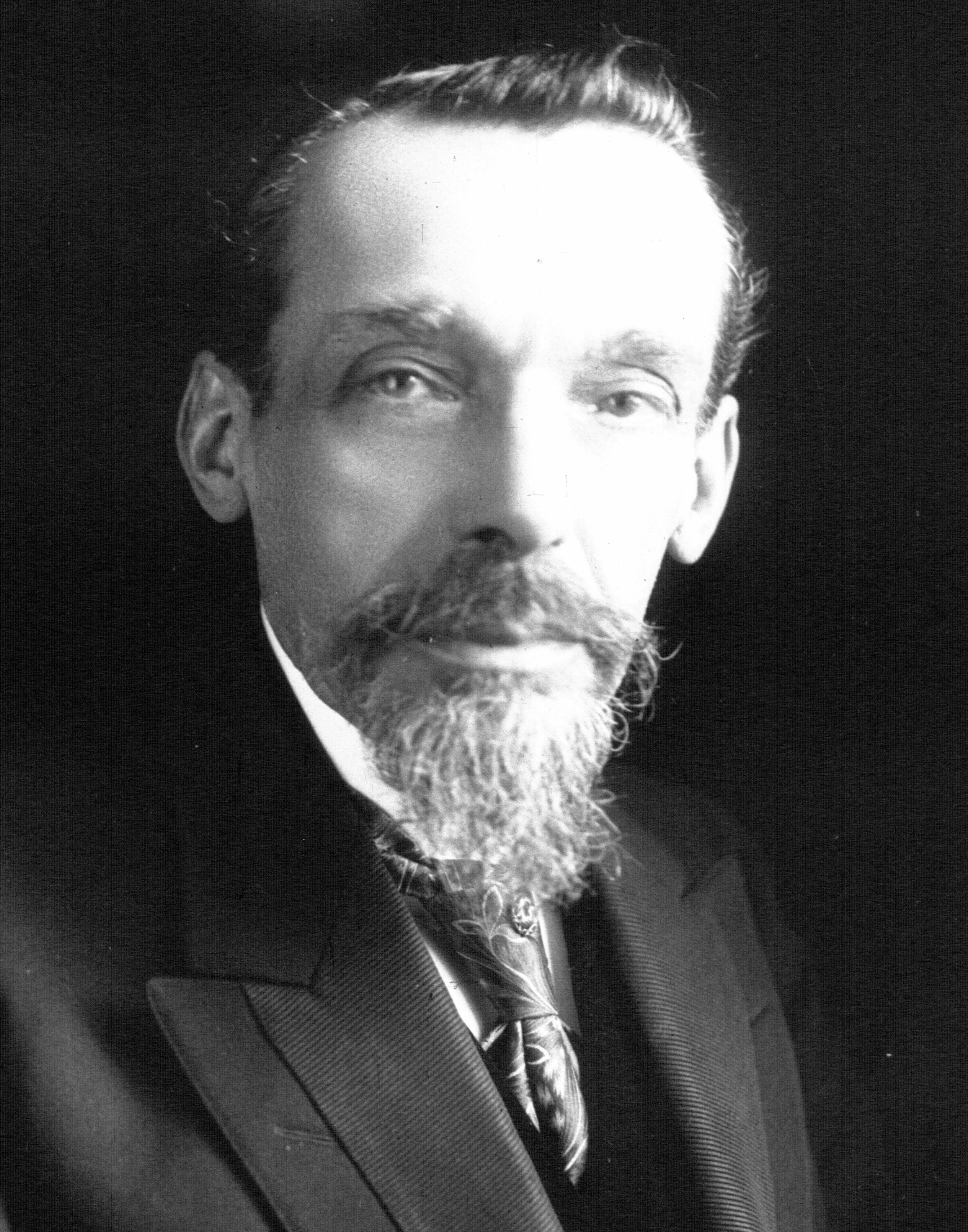
Gustave Mesureur
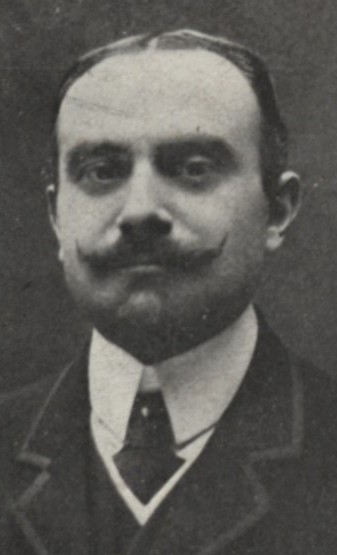
Lucien Le Foyer
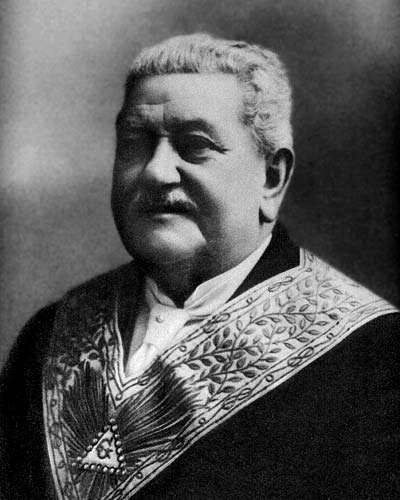
Gustave Desmons
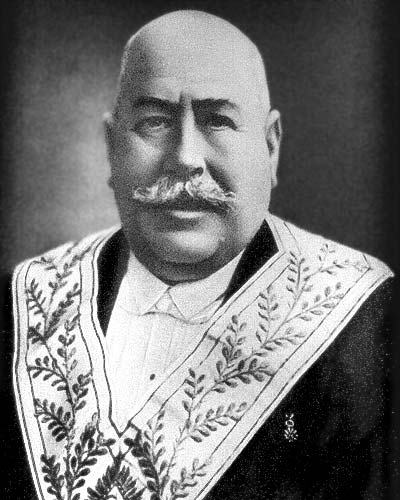
Bernard Wellhoff
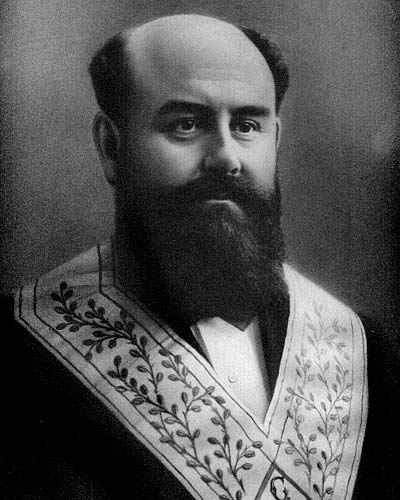
Maurice Monier
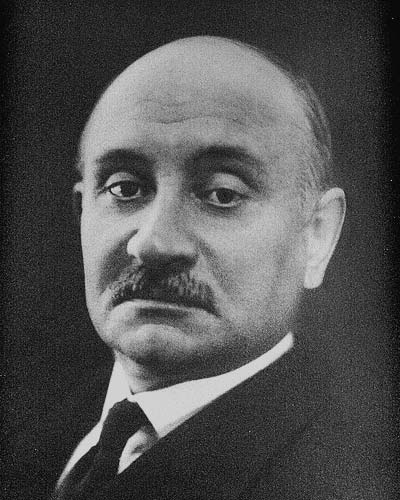
Jacques Maréchal
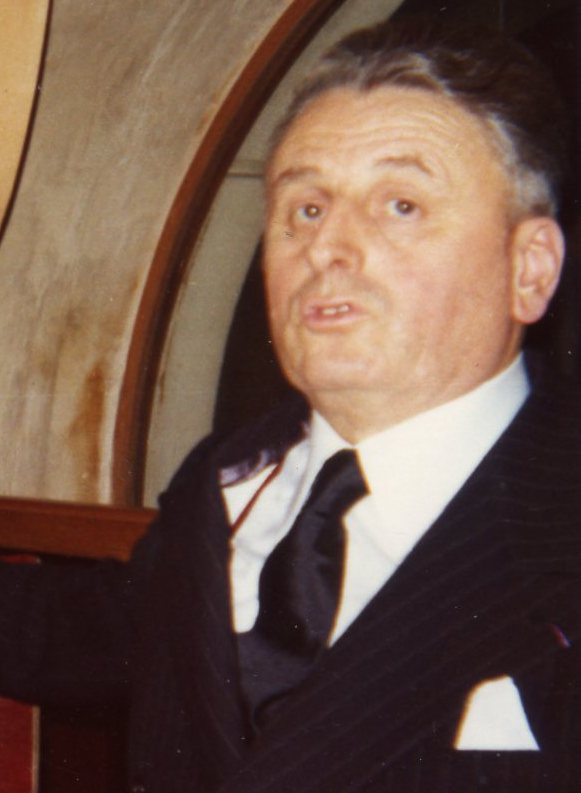
Henri Tort-Nougues

## XXIesiècle
- Jean-Claude Bousquet (2e mandat), 1998-2001
- Michel Barat (2e mandat), 2001-2003
- Yves-Max Viton, 2003-2004
- Alain Pozarnik, 2004-2006
- Alain Graesel, 2006-2009
- Alain-Noël Dubart, 2009-2012
- Marc Henry, 2012-2015
- Philippe Charuel, 2015-2018
- Pierre-Marie Adam, 2018-2022
- Thierry Zaveroni, 2022-2025
- Jean-Raphaël Notton, 2025-